# Espejuelo (aves)

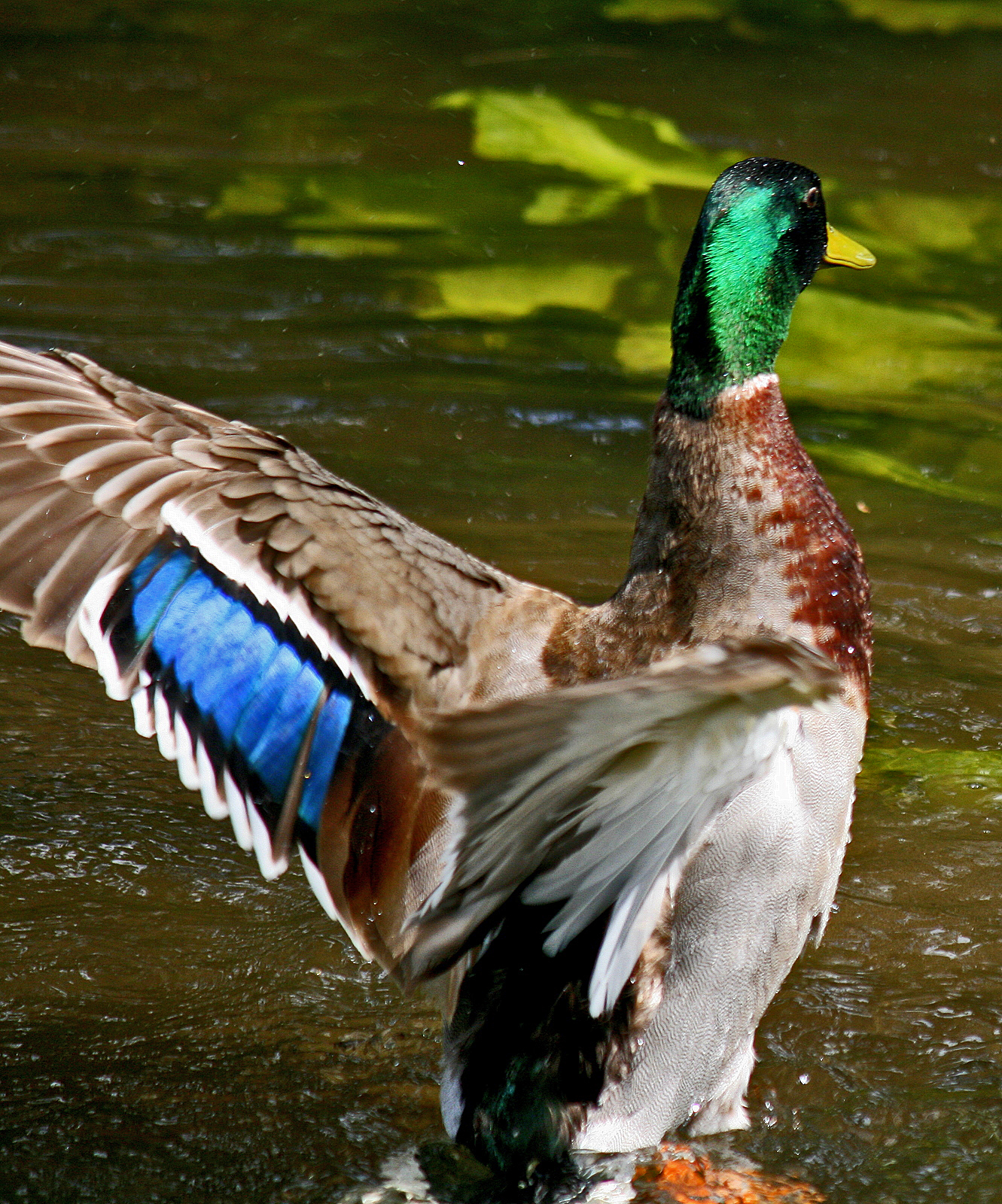
El espejuelo del ánade real consiste en una banda azul enmarcada por listas negras y blancas.

El espejuelo es una franja de color que tienen algunas aves en las rémiges secundarias de la parte superior de sus alas, generalmente de tonos intensos y brillantes. Sirve para identificar a los miembros de la propia especie durante el vuelo, incluso a larga distancia. El espejuelo suele quedar oculto cuando el ave tiene plegadas las alas y solo se puede observar cuando las extiende.
Los espejuelos son característicos del plumaje de las alas de muchos patos. A continuación se enumera el color del espejuelo de varias especies de patos:
- cerceta común y cerceta americana: verde iridiscente con borde crema blanquecino;[1]
- cerceta aliazul: verde iridiscente[2] (el nombre común de esta especie se debe al azul celeste de las plumas coberteras de sus alas);
- ánade anteojillo y ánade juarjual: broncíneo purpúreo con borde blanco;[3]
- ánade cejudo: verde iridiscente, con borde crema claro;[3]
- ánade real: azul-morado iridiscente con bordes blancos;[1]
- ánade sombrío: violeta iridiscente con borde negro y a veces un fino borde exterior blanco;[1]
- ánade rabudo: verde iridiscente el macho y pardo la hembra, en ambos con un borde blanco;[2]
- ánade friso: ambos sexos tienen las rémiges secundarias blancas;[1]
- ánade picolimón: verde o azul iridiscente, con borde blando.[4]

Además de las anátidas, otras especies de aves también tienen llamativos espejuelos, como varios loros del género Amazona, que tienen espejuelos rojos y naranjas, aunque no son iridiscentes.